# Ve siècle en Lorraine
 (novembre 2021).

Cette page est une liste d'événements qui se sont produits au cinquième siècle sur le territoire actuel de la Lorraine.

## Éléments de contexte
- Début de la mise en place de la frontière linguistique entre le roman et germanique. Le Platt serait la langue des Francs. Cette frontière ne sera stabilisée que vers l'an Mil [1].

## Événements

Les Francs entre 400 et 440. Les territoires gris signalent les anciennes provinces romaines. Les zones colorées et pâles indiquent les tentatives d'extension des deux peuples,.

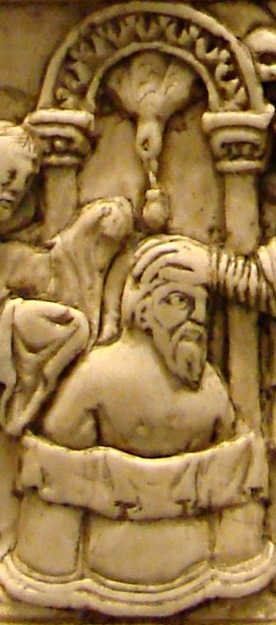
Clovis Ier

- 406 : début des grandes invasions. Vandales et Burgondes traversent la région
- 407 :
  - Alains, Suèves et Vandales traversent la région se dirigeant vers le sud [4];
  - la préfecture du Prétoire des Gaules est rapatriée de Trèves en Arles et les légions stationnées sur le Rhin sont redéployées en Italie. Rome n'exerce plus qu'une autorité théorique sur ses provinces belges.

- Vers 423 : Alchas de Toul devient évêque de Toul.

- 435 : Aetius défait le roi burgonde Gondicaire, qui tentait d'annexer la Belgique Première[5].

- La première cathédrale de Toul, dédiée à saint Étienne et Notre-Dame, est édifiée dans la seconde moitié du Ve siècle. Le groupe épiscopal comprend à l’origine trois églises, l’une consacrée à la Vierge Marie, la deuxième à saint Étienne et la troisième, qui servait de baptistère, à saint Jean-Baptiste.

- 451 :
  - 7 avril : les Huns brûlent Metz[4] ;
  - siège de Scarpone (actuellement Dieulouard en Meurthe-et-Moselle) par les Huns[4].

- 454 : la domination de Rome se fissure et des chefs régionaux s'affranchissent de plus en plus de l'autorité de Rome. Arbogast gouverne les Verdunois, les Leuques, les Médiomatriques et les Trévires[1].

- Vers 455 : Gelsimus de Toul devient évêque de Toul

- 470 à 475 : Arbogast quitte ses fonctions[1].

- 475 à 476 : la Belgique Première est sous la domination des Francs orientaux[1].

- 475 à 480 : les pays de Meuse et de Moselle passent sous l'influence des Francs rhénans, alors installés entre Cologne et Mayence.

- Vers 478 : Auspice de Toul devient évêque de Toul.

- 486 : la victoire de Clovis Ier, roi des Francs saliens, à Soissons contre Syagrius permet d'intégrer les pays de Meuse et de Moselle à son royaume.
- 487 - 497 : Clovis et les Francs prennent la maîtrise du territoire [6], ils conquièrent les 4 cités de l'actuelle Lorraine[1].

- Vers 490 : Ours de Toul devient évêque de Toul.

- Vers 496 : Clovis rencontre à Toul le prêtre Vaast et l'emmène avec lui pour qu'il l'initie au catéchisme[1].

- 500 : Èvre de Toul devient évêque de Toul.